# Matricariinae
Matricariinae es una subtribu perteneciente a la subfamilia Asteroideae de la familia Asteraceae.

## Descripción
Las especies de esta subtribu son arbustos o hierbas. Las hojas se encuentran en rosetas basales  o dispuestas a lo largo del tallo de una manera alterna. La lámina es 4 - pinnatosecta. Las inflorescencias están compuestas de cabezas solitarias o varias formaciones corimbosas densas o sueltas. La estructura de las cabezas es típico de la familia Asteraceae : un pedículo soporta una carcasa compuesta de diferentes escalas (o brácteas ) dispuestas en varias series (2 - 3) de modo imbricadas que sirven como protección para el receptáculo plano-convexo en la que se encuentran dos tipos de flores: las externass radiantes, liguladas y femeninas (o estériles) dispuestos en un solo rango y las internas de los discos, tubulares y hermafroditas. Las corolas, especialmente las tubulares del disco, terminan con 4-5 lóbulos. Las frutas son aquenios de forma ovoide con 3-5 costillas longitudinales. El ápice se redondea con una corona estrecha. 

## Distribución y hábitat
Las especies de este grupo se distribuyen principalmente en el Hemisferio norte. 

## Taxonomía
Esta subtribu se formó, con Matricaria y también por los componentes de la subtribu Achilleinae (Achillea, Anacyclus, Leucocyclus y Otanthus), ahora obsoleta, y del género Heliocauta de la subtribu Tanacetinae, que también esta obsoleto. Actualmente, por lo tanto, el grupo incluye cuatro géneros y alrededor de 136 especies .

## Géneros
La subtribu comprende 4 géneros y 136 especies:
- Achillea L. (115 spp.)
- Anacyclus L. (12 spp.)
- Heliocauta Humphries (1 sp.)
- Matricaria L. (6 spp.)